# Skeletá
Skeletá é o sexto álbum de estúdio da banda sueca de rock Ghost. Lançado em 25 de abril de 2025 através da Loma Vista Recordings, o álbum foi precedido pelos singles "Satanized", "Lachryma" e "Peacefield". O álbum estreou no topo da Billboard 200, sendo o primeiro lançamento da banda alcançar esta posição.

## Antecedentes
Após o lançamento do filme Ghost: Rite Here Rite Now e de sua trilha sonora, a banda entrou em um hiato que durou até a primeira semana de março de 2025. Nesse período, uma transmissão ao vivo exibiu um outdoor com a mensagem "V IS COMING" (lit.  "V ESTÁ CHEGANDO"), uma referência ao novo frontman, Papa V Perpetua, personagem interpretado pelo vocalista Tobias Forge. Ao término da transmissão, foi anunciado que "nosso conselho da cidade do pecado está completo" e que "a ascensão de Papa V Perpetua é iminente". Em seguida, o single "Satanized" foi lançado à meia-noite de 5 de março (EST), acompanhado de um videoclipe. Junto deste lançamento, o álbum Skeletá foi anunciado.

## Tema e lançamento
Skeletá dá continuidade ao álbum de estúdio de 2022 da banda, Impera, e é descrito como seu "trabalho mais introspectivo até hoje". Foi relatado que incluía o lirismo do "recém-instalado Perpetua" e apresentava uma variedade de "distintas visões emocionais individuais". Os visuais que acompanham foram desenvolvidos pela banda junto com Jason Zada e permitem que os fãs sejam integrados ao vídeo.
Junto com o anúncio do álbum, a banda revelou o novo líder da banda, chamado Papa V Perpetua. Sua estreia vocal no single principal "Satanized" foi descrito como envolvendo "posse demoníaca" e sucumbindo às "forças das trevas". Papa V Perpetua fará sua primeira apresentação ao vivo confirmada durante o show final do Black Sabbath em 5 de julho de 2025 no Villa Park em Birmingham, Inglaterra, como parte da turnê Skeletour.
O segundo single do álbum, "Lachryma", foi lançado com um videoclipe em 11 de abril. O terceiro, "Peacefield", saiu em 22 de abril, acompanhado por um videoclipe no dia 28.

## Composição
Musicalmente, o álbum foi descrito como hard rock, arena rock, pop rock, e pop metal.

## Promoção
Para promover o álbum, a banda iniciou a Skeletour, que consiste em cinquenta e cinco datas, de 15 de abril a 24 de setembro de 2025. A turnê abrange datas nos Estados Unidos, na Europa, no Reino Unido e na América do Sul e, segundo consta, celebrará suas "produções ao vivo mais espetaculares", bem como a "mais ambiciosa sequência de sua carreira".

## Desempenho comercial
Skeletá obteve sucesso comercial, alcançando a primeira posição da Billboard 200, sendo o primeiro álbum de hard rock a alcançar a posição em 4 anos. Na semana de estreia, Skeletá movimentou 86 mil unidades equivalentes, sendo 89% por vendas tradicionais. Mais de 44 mil cópias foram em vinil, a maior semana para um álbum de hard rock desde 1991 e a terceira maior para um álbum de rock no período.
No total, Skeletá vendeu mais de 77 mil cópias nos formatos físico e digital, superando SOS, de SZA. Seu antecessor, Impera, havia alcançado o segundo lugar na Billboard 200.

## Recepção
| Críticas profissionais | Críticas profissionais |
| Pontuações agregadas   | Pontuações agregadas   |
| Fonte                  | Avaliação              |
| ---------------------- | ---------------------- |
| Metacritic             | 78                     |
| Avaliações da crítica  |                        |
| Fonte                  | Avaliação              |
| Kerrang!               | 4/5                    |
| Louder                 | [ 31 ]                 |
| Classic Rock Magazine  | [ 32 ]                 |
| Slant Magazine         | [ 33 ]                 |
| NME                    | [ 34 ]                 |
| Paste Magazine         | 8/10                   |
| AllMusic               | [ 36 ]                 |
| Forbes                 | 8.5/10                 |
| Metal on Tap           | 9.5/10                 |

O Metacritic, que usa uma média ponderada, atribuiu a Skeletá uma pontuação de 78 em 100, baseado em 9 críticos, indicando críticas "geralmente favoráveis".
Sam Law, da Kerrang!, atribuiu ao álbum uma nota de 4/5, afirmando que "é a execução [da proposta de um álbum mais introspectivo] que faz de Skeletá a declaração mais profunda e intrigante do Ghost até hoje."
Joe Daly, da Louder, destacou Skeletá como a obra mais ousada e livre do Ghost, afirmando que "exige paciência, revelando seus encantos ao longo de várias audições", e que Tobias Forge "faz exatamente o que quer — os fiéis o seguirão".
Johnny Sharp, da Classic Rock Magazine, destacou que, ao contrário de outras bandas de metal com temáticas ocultistas, o Ghost evita sons assustadores e aposta em uma musicalidade melódica que "recorda mais a banda Europe do que Euronymous".
Em contrapartida, Steve Erickson, da Slant Magazine, considerou Skeletá um trabalho carente de mistério, afirmando que "há pouco ou nenhum misticismo nas histórias do álbum sobre crises espirituais". Ele criticou a produção repetitiva e excessivamente comprimida, apontando que faixas como "Satanized" e "Cenotaph" carecem de impacto, e que a transição sonora iniciada em Prequelle não favoreceu a banda.
James Christopher Monger, da AllMusic, avaliou o álbum de forma positiva, destacando a estreia do personagem Papa V e elogiando a fusão entre metal oitentista e pop escandinavo. Chamou "Cenotaph" de "inescapavelmente brilhante e animada" e descreveu "Umbra" como uma síntese dos melhores elementos da banda.
Jaimunji, do Metal on Tap, diz: "Com Skeletá, o Ghost apresentou um de seus álbuns mais emocionalmente ressonantes e musicalmente aventureiros até hoje. É uma jornada em todos os sentidos - rica em detalhes sônicos, fluxo narrativo e momentos de destaque que permanecerão por muito tempo após a última nota... uma mistura perfeitamente equilibrada de emoção e talento teatral."

## Lista de faixas
| N.º            | Título                  | Compositor(es)                                | Duração |  |
| 1.             | "Peacefield"            | Tobias Forge, Salem Al Fakir, Vincent Pontare | 5:40    |  |
| 2.             | "Lachryma"              | Forge, Max Grahn                              | 4:36    |  |
| 3.             | "Satanized"             | Forge, Al Fakir, Pontare                      | 3:57    |  |
| 4.             | "Guiding Lights"        | Forge, Grahn                                  | 3:24    |  |
| 5.             | "De Profundis Borealis" | Forge, Grahn                                  | 4:32    |  |
| 6.             | "Cenotaph"              | Forge, Grahn                                  | 4:17    |  |
| 7.             | "Missilia Amori"        | Forge                                         | 4:31    |  |
| 8.             | "Marks Of The Evil One" | Forge                                         | 4:15    |  |
| 9.             | "Umbra"                 | Forge, Grahn                                  | 5:31    |  |
| 10.            | "Excelsis"              | Forge, Grahn                                  | 6:01    |  |
| Duração total: | Duração total:          | Duração total:                                | 46:43   |  |

## Créditos
Créditos adaptados do livreto do álbum.
| - Papa V Perpetua - Nameless Ghouls - Fredrik Åkesson – guitarra (faixas 1, 2, 3, 6, 7, 8, 9) - Salem Al Fakir – teclados - Den Akademiska Damkören Linnea – coral (faixa 1) - Linköpings Studentsångare – coral (faixa 1) | - Gene Walker - produção (todas as faixas) - Vincent Pontare - co-produção (faixas 1, 3, 7, 8), engenharia, instrumentação adicional - Salem Al Fakir - co–produção (faixas 1, 3) - Max Grahn – co-produção (faixas 2, 4, 5, 6, 9 e 10), engenharia, instrumentação adicional - Martin Sandmark Eriksson - instrumentação e produção adicionais, engenharia - Mark Rankin, Calle London Gustavsson, Niclas Lindström, Wille Enblad – engenharia - Ted Jensen - masterização - Basma Jabbar - assistente de engenharia |

## Posições nas paradas
| Parada (2025)                                 | Posição alcançada |
| --------------------------------------------- | ----------------- |
| Australian Albums (ARIA)                      | 1                 |
| Áustria (Ö3 Austria Top 40)                   | 1                 |
| Bélgica (Ultratop Flandres)                   | 1                 |
| Bélgica (Ultratop Valônia)                    | 2                 |
| Canadá (Billboard)                            | 2                 |
| Dinamarca (Hitlisten)                         | 23                |
| Países Baixos (Dutch Charts)                  | 2                 |
| Finlândia (Suomen virallinen lista)           | 1                 |
| French Albums (SNEP)                          | 4                 |
| French Rock & Metal Albums (SNEP)             | 1                 |
| Alemanha (Offizielle Deutsche Charts)         | 1                 |
| Greek Albums (IFPI)                           | 2                 |
| Hungria (MAHASZ)                              | 31                |
| Icelandic Albums (Tónlistinn)                 | 31                |
| Irlanda (Official Irish Albums)               | 6                 |
| Italian Albums (FIMI)                         | 26                |
| New Zealand Albums (RMNZ)                     | 14                |
| Norwegian Albums (VG-lista)                   | 2                 |
| Polónia (ZPAV)                                | 3                 |
| Portuguese Albums (AFP)                       | 20                |
| Escócia (Official Scottish Albums)            | 3                 |
| Espanha (PROMUSICAE)                          | 5                 |
| Swedish Albums (Sverigetopplistan)            | 1                 |
| Swedish Hard Rock Albums (Sverigetopplistan)  | 1                 |
| Suíça (Schweizer Hitparade)                   | 1                 |
| Reino Unido (Official Albums Chart)           | 2                 |
| Reino Unido (UK Rock & Metal Albums)          | 1                 |
| Estados Unidos (Billboard 200)                | 1                 |
| Estados Unidos (Billboard Independent Albums) | 1                 |
| US Top Rock & Alternative Albums (Billboard)  | 1                 |